# يوسف الفضالة
يوسف صالح يوسف صالح الفضالة (3 أبريل 1981 - )؛ نائب سابق في مجلس الأمة الكويتي.

## سيرته
حصل يوسف الفضالة على بكالوريوس علوم إدارية ويعمل نائب مدير إدارة الصناديق في شركة بيتك كابيتال وحاز عضوية الجمعية الاقتصادية الكويتية وجمعية حماية المال العام الكويتية، وعضو جمعية الهلال الاحمر الكويتية وجمعية الخريجين الكويتية، وهو ابن النائب السابق صالح الفضالة، حاز علي عضوية مجلس الامة عام 2016، بعد حصوله علي المركز الثالث بالدائرة الثالثة ب3,399 صوت.

## أبرز مواقفه في مجلس الأمة

### مجلس الأمة 2016
| استجواب الوزيرة هند الصبيح (يناير 2018)                  | ضد الاستجواب |
| استجواب الوزير بخيت الرشيدي (2018)                       | ضد الاستجواب |
| استجواب الوزيرة هند الصبيح (مايو 2018)                   | ضد الاستجواب |
| استجواب الوزير خالد الروضان (2019)                       | ضد الاستجواب |
| استجواب الوزير محمد الجبري (2019)                        | مع الاستجواب |
| استجواب الوزير نايف الحجرف (2019)                        | ضد الاستجواب |
| استجواب الوزير براك الشيتان (2020)                       | ضد الاستجواب |
| استجواب الوزير أنس الصالح (أغسطس 2020)                   | ضد الاستجواب |
| استجواب الوزير سعود هلال الحربي (أغسطس 2020)             | مع الاستجواب |
| استجواب الوزير سعود هلال الحربي (سبتمبر 2020)            | مع الاستجواب |
| استجواب الوزير أنس الصالح (سبتمبر 2020)                  | ضد الاستجواب |
| تصويت فتح باب ما يستجد من أعمال (تعديل النظام الانتخابي) | موافق        |

### مجلس الأمة 2020
بعد أشهر من انتخابه نائبًا في مجلس الأمة، في 8 أبريل 2021، قدم يوسف الفضالة استقالته رسميًا لرئيس مجلس الأمة وذلك بسبب انتهاك الدستور وتعدي على النواب وعلانية التصويت في الجلسة الافتتاحية. ولم تُدرج استقالته على جدول الأعمال لفترة طويلة، ثم عُرضت للتصويت وتم رفض الاستقالة وسط احتجاجات نيابية كبيرة، صرح النائب ثامر السويط قائلاً «هذا الأمر جريمة بحق الدستور، وعيب نقعد في هذا المجلس.» فيما صرح النائب خالد مؤنس العتيبي قائلاً «في مجلس 2013 كان هناك 5 مقاعد تم اعلان خلوها، لماذا هذا التمايز ولماذا امتنعت الحكومة؟ ليش خايفين؟» واستمر يوسف الفضالة نائبًا في مجلس الأمة حتى تم حل المجلس.